# Hungduan
Hungduan est une municipalité de la province d'Ifugao, aux Philippines.